# Louisenkoog

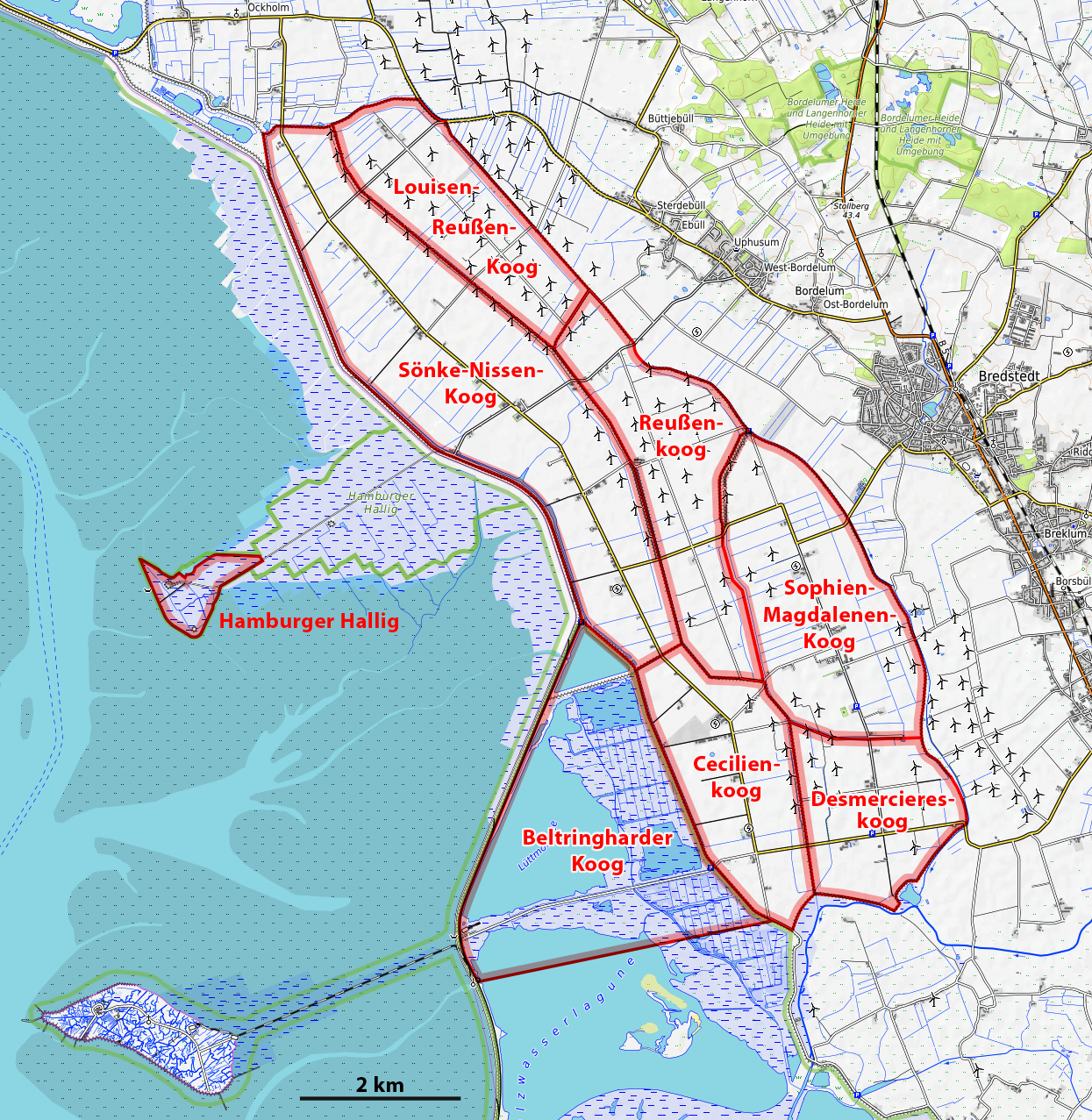
Karte der Köge der Gemeinde Reußenköge

Der Louisenkoog (vormals Louisen-Reußen-Koog) ist ein 409 Hektar großer Koog in der Gemeinde Reußenköge, Kreis Nordfriesland. Er wurde zu Ehren des Erbauers Graf Heinrich XLIII. Reuß zu Köstritz nach dessen Ehefrau Louise benannt. Die Fertigstellung erfolgte im Jahr 1799.

## Topografie
Der Louisenkoog befindet sich inmitten der nordfriesischen Marsch in der Region Mittleres Nordfriesland. Der Koog ist dünn besiedelt. Verkehrsmäßig ist er erschlossen über zwei parallel verlaufende Straßen die vom Bordelumer Ortsteil Sterdebüll und vom Alten Langenhorner Koog bei Nissenshörn in den westlich vorgelagerten Sönke-Nissen-Koog führen und dabei den Louisenkoog durchqueren. Eine von ihnen ist heute als Kreisstraße eingestuft, die zweite ist ein asphaltierter Wirtschaftsweg. In Längsrichtung durchläuft der sogenannte Mittelweg den Koog. Die benachbarten Köge sind:
|                   | Ockholmer Koog                              | Sterdebüller Alter Koog |
| Sönke-Nissen-Koog | Kompassrose, die auf Nachbargemeinden zeigt | Sterdebüller Neuer Koog |
|                   | Reußenkoog                                  |                         |

Aufgrund seines Alters zählt er zu den Jungmarschen. Die Siedlungsstruktur entspricht der einer Streusiedlung. Die Siedlungen bilden dabei Einzelgehöfte, die entlang des Mittelweges angelegt wurden.

## Geschichte

### Vor der Besiedlung
Die Geschichte des Louisenkoogs geht zurück auf das sogenannte Bredstedter Werk. Nachdem der Plan des dänischen Königs Christian IV., die Nordseebucht vor der Stadt Bredstedt in einem Zuge einzudeichen, gescheitert war, wurde ein Oktroy an den königlich dänischen Geheimrat Jean Henri Huguetan Graf von Gyldensteen und seinen Sohn, den Konferenzrat Jean Henri Desmercières, vergeben. Diese gingen ab dem Jahr 1741 schrittweise vor und bedeichten nacheinander den Sophien-Magdalenen-Koog und den Desmerciereskoog.
Nach dem Tod Desmercières’ im Jahr 1778 ging sein gesamtes Vermögen, er war kinderlos geblieben, als Fideikommiss auf seine Stiefnichten und dessen Familien über. Als Perle dieses Erbgutes galt der Anwachs vor den eingedeichten Ländereien in der Bredstedter Bucht. Den Anwachs hatte bereits Desmercières, der ein erfolgreicher Unternehmer war, durch bauliche Maßnahmen schnell wachsen lassen, so dass, nach dem Übergang des Oktroys auf die Familie der Fürsten von Reuß, diese schnell mit der Eindeichung beginnen konnten.

### Eindeichung
Nach der Bedeichung des südlich benachbarten Reußenkoogs wurde kurze Zeit später der Louisenkoog in Angriff genommen. Vergleichbar zum Bau des Reußenkoog-Deiches, wurde auch dieser in einzelne Nummern von etwa 50 Meter Länge geteilt. Hiervon wurden im Jahr 1797 23 fertiggestellt, 1798 weitere 30 und 1799 abschließend 31. Der Deichschluss erfolgte im August 1799. Auch hier kamen einheimische Unternehmer zum Zuge, die die Arbeiten verrichteten. Die Unternehmer mussten hierzu zehn Wagen und 16 Mann stellen.

### Besiedlung und Wasserlösung
Zur Besiedlung wurde der Koog nach dem Eiderstedter Landmaß vermessen. Dies bedeutete, dass die Ländereien in sogenannte Landnummern zwischen 18 und 23 Demat geteilt und anschließend im Rahmen einer öffentlichen Auktion meistbietend verkauft wurden. Die Käufer hatten für zehn Jahre die Verpflichtung der Deichunterhaltung. Im Gegenzug wurde ihnen 18 Jahre Abgabenfreiheit gewährt. Ebenso war verpflichtend, dass nur derjenige eine Hofstelle errichten durfte, welcher mindestens 50 Demat Land besaß. Der Verkauf der Ländereien erfolgt sehr kurzfristig bereits eine Woche nach dem Deichschluss.
Das nördliche Ende des Koogs bis an den nördlichen Querweg, welcher in Nissenshörn im Alten Langenhorner Koog abzweigte, wurde von einem Ockholmer Landwirt ersteigert. Er errichtete hier drei Hofstellen für die Ehemänner seiner beiden Töchter und den eigenen Sohn. Sie waren die Erstbewohner.
Die gesamte Eigentümerzahl im Jahr 1799 lag bei 49. Häufig waren es Gemeinschaften, die gemeinsam eine Nummer kauften. Aufgrund der restriktiven Bestimmungen in Bezug auf die Errichtung einer Hofstelle kamen anfangs nur vier Hofstellen zustande. Neben den bereits erwähnten drei im Norden wurde an der Kreuzung des Mittelwegs mit dem südlichen Querweg aus dem Sterdbüller Neuer Koog die vierte Hofstelle errichtet. Im Verlauf des 20. Jahrhunderts kam lediglich eine fünfte am Mittelteil des Mittelweges dazu. Letztere bildet heute die einzig verbliebene im gesamten Koog. Sie wird heute nur noch ergänzt durch die Gebäude der ehemaligen Sauenhaltungsgenossenschaft, welche heute von einem Landwirt aus dem benachbarten Sönke-Nissen-Koog für die Schweinemast genutzt wird.
Auch für den Louisenkoog war die Wasserfrage von großer Bedeutung. Der Hauptabfluss erfolgte von Anbeginn durch eine kleine Holzschleuse im Schenkeldeich zum Reußenkoog. Das Wasser von den Feldern wurde durch quer angelegte Parzellengräben in einen Sielzug geführt, welcher längs des Außendeichs zu dieser Schleuse und anschließend im Reußenkoog zum Bordelumer Priel das Wasser leitete. Von hier aus entwässerte er durch das Bordelumer Siel in die Nordsee. Die Holzschleuse wurde im Jahr 1921 durch eine Betonschleuse ersetzt. Aber auch in der Folgezeit wurden immer wieder Änderungen des Hauptwasserflusses durchgeführt. So wurde im Zuge der Eindeichung des Sönke-Nissen-Koogs zwei kleine Schleusen im neuen Mitteldeich eingerichtet. Eine in der südöstlichen Ecke des Koogs und eine im Norden des neuen Mitteldeichs. Dennoch blieb auch in der Folgezeit der Koog schlecht entwässert. Erst mit einer Änderung im Zuge der Gründung des Hauptsielverbands Sönke-Nissen-Koog-Schleuse im Jahr 1957, in dessen Folge auch die Entwässerung des Neuen Sterdebüller Koogs über das Bordelumer Siel erfolgen sollte, wurde ein neuer Sielzug notwendig, der in der Folgezeit die Entwässerung des südlichen Teils des Koogs erheblich verbesserte. Davon unberührt blieb jedoch das nördliche Ende des Koogs, in dessen Teil kaum Ackerbau betrieben werden konnte. Erst durch den Bau eines weiteren Siels im Nordteil des Koogs änderte sich dies.

## Nutzung

### Landwirtschaft
Die Landwirtschaft spielte von Anbeginn die Hauptrolle der wirtschaftlichen Nutzung. Dies ist auch bis heute so geblieben. Einer der beiden verbliebenen Betriebe erwirtschaft sein Einkommen mit der Ferkelproduktion (einschl. -aufzucht) sowie durch den Ackerbau.
Die Gebäude der ehemalige Sauenhaltungsgenossenschaft werden heute als Schweinemastställe genutzt. Der Inhaber betreibt darüber hinaus auf den landwirtschaftlichen Flächen Ackerbau.

### Wohnen
Wie auch in den Nachbarkögen, nimmt die Wohnfunktion eine stark untergeordnete Rolle ein. Da es sich auch hier baurechtlich um eine Anlage im Außenbereich handelt, sind nur privilegierte Vorhaben zulässig. Ein bauliches Wachstum wird so automatisch eingedämmt und beschränkt sich weitestgehend auf die potentielle Errichtung von landwirtschaftlichen Gebäuden sowie Abnahmehäuser für landwirtschaftliche Altenteiler.

### Gewerbe
Gewerbebetriebe sind im Koog nicht angesiedelt. Nachdem erkannt wurde, welches Potenzial allerdings die Windenergie an diesem Küstenstandort leisten könnte, bemühte man sich ab dem Jahr 1996 um die Genehmigung von Windenergieanlagen im Rahmen eines Bürgerwindparks. Ein erster Bauvorbescheid wurde im Januar 1997 ausgestellt. Allerdings dauerte es noch einige Zeit, bis die Anlagen errichtet und Strom in das öffentliche Netz der Schleswag einspeisen konnten. Im Laufe der Jahre wurden 15 Anlagen errichtet, die heute erneuerbare Energie produzieren. Sie gehören zu zwei örtlichen Bürgerwindparks. Ergänzt werden sie durch Photovoltaikanlagen.

## Statistische Daten zum Koog
In der nachstehenden Tabelle sind Bevölkerung und Haushalte aus der Volkszählung vom 25. Mai 1987 nachgewiesen. Diese Zahlen wurden seither nur noch auf Gemeindeebene fortgeschrieben.
| Wohn- platz- Nr. | Koog               | Ein- deichung | Fläche km² | Volkszählung 1987 | Volkszählung 1987 |
| Wohn- platz- Nr. | Koog               | Ein- deichung | Fläche km² | Bevölkerung       | Haushalte         |
| ---------------- | ------------------ | ------------- | ---------- | ----------------- | ----------------- |
| 3                | Louisen-Reußenkoog | 1799          | 4,09       | 13                | 5                 |